# علی‌گنج
علی‌گنج (به انگلیسی: Aliganj) یک منطقهٔ مسکونی در هند است که در اوتار پرادش واقع شده‌است.

## خصوصیات
علی‌گنج ۴٬۴۴۶ کیلومترمربع مساحت و ۲۴٬۲۶۹ نفر جمعیت دارد و ۱۵۴ متر بالاتر از سطح دریا واقع شده‌است.